# Iglesia rupestre de Santa María de Valverde

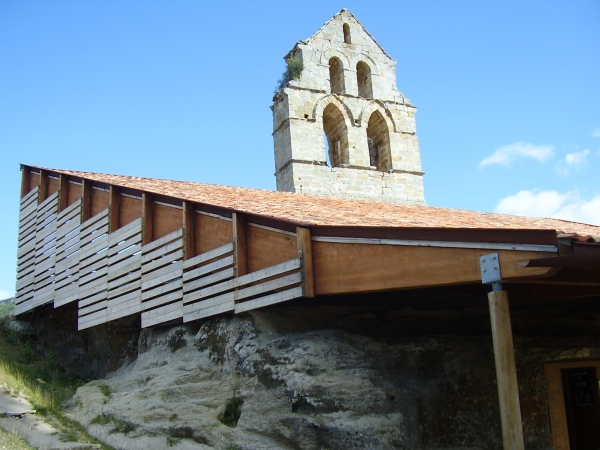
Exterior de la iglesia rupestre de Santa María de Valverde.

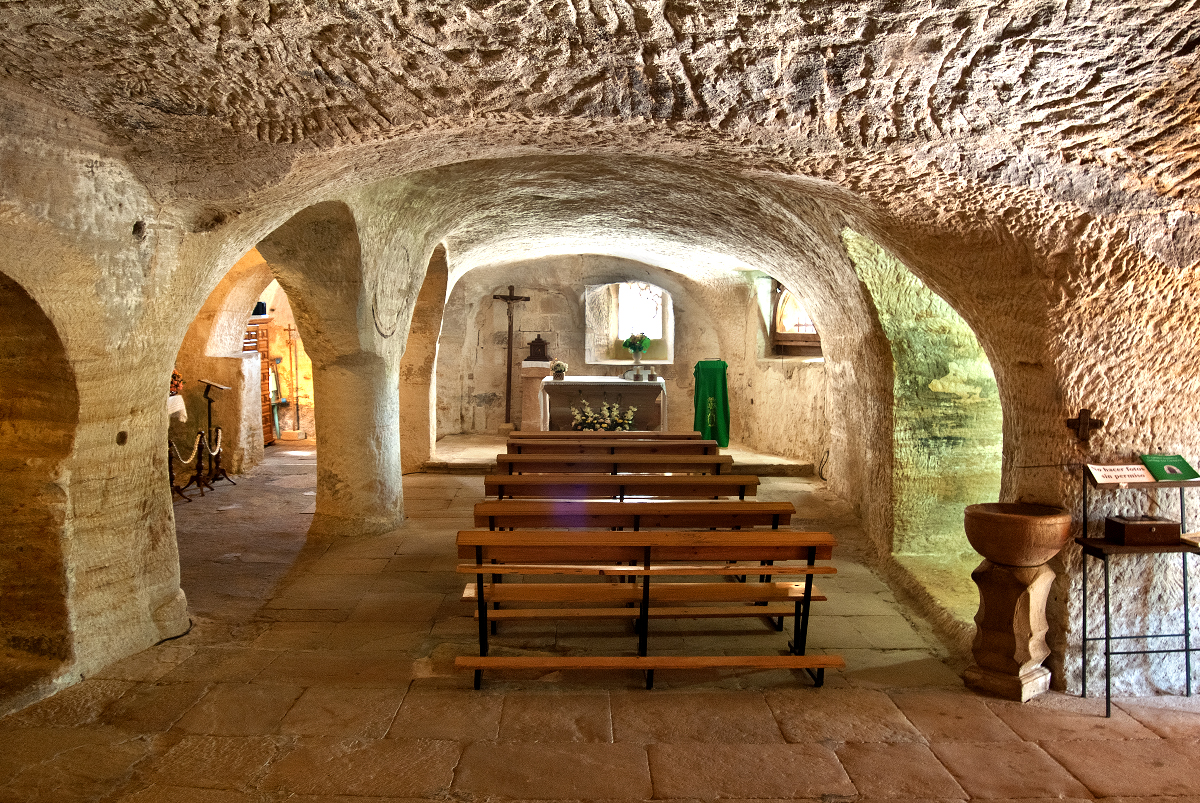
Interior de la iglesia de Santa María de Valverde.

La iglesia rupestre de Santa María de Valverde, en el término municipal de Valderredible (Cantabria, España), fue declarada Bien de Interés Cultural el 14 de marzo del año 1985. Se encuentra
a la derecha de la carretera que va desde Quintanilla de las Torres (Palencia), cerca de Aguilar de Campoo hasta Polientes, capital del municipio de Valderredible. Junto a la iglesia se alza el "Centro de Interpretación de la Arquitectura Rupestre", dependiente del Gobierno de Cantabria.
Esta iglesia es uno de los ejemplos más destacados del Arte rupestre de Valderredible.

## Datación
Se trata de una iglesia rupestre, esto es, directamente tallada en la roca arenisca, lo que supone aprovechar la geología del valle del Ebro para realizar construcciones religiosas. La cronología de este tipo de manifestaciones rupestres del sur de Cantabria es controvertida, señalándose algún momento de la Alta Edad Media.
Algunos autores abogan por el origen de estos templos prerrománicos en época visigótica por inscripciones aparecidas en otras iglesias, con una cronología anterior al año 711 en que se inicia la conquista árabe.
Se cree que esta iglesia es la "Santa María la Sotarraña" que aparece en los cartularios de los siglos X-XIII de Covarrubias y Santa María de Aguilar, para los siglos X al XIII.

## Descripción
La iglesia de Santa María de Valverde es la más grande de estas manifestaciones. Todavía se usa como templo parroquial. En la parte exterior tiene una espadaña de época románica y, como ocurre en otras manifestaciones rupestres de Valderredible, hay tumbas altomedievales excavadas en la roca. Desde el exterior no se ve claramente al estar protegida por una enorme techumbre.
Al interior, tiene dos naves, separadas por pilares cuadrados y cubierta parecida a una bóveda de cañón. Parece que pudo tratarse de dos iglesias pareadas, cuyas cabeceras son distintas.
Recientemente la iglesia tuvo que ser protegida con una techumbre de madera debido a que las constantes filtraciones de agua que sufría ponían en peligro su conservación.